# Andrzej Serediuk
Andrzej Serediuk (nascido em 8 de maio de 1959) é um ex-ciclista profissional polonês. Terminou em segundo lugar na competição Volta à Polónia de 1983.